# Carlo Della Corte
Carlo Della Corte (Velence, 1930. október 10. – Velence, 2000. december 25.) olasz tudományos-fantasztikus író, újságíró, televíziós szerkesztő, képregényszakértő.

## Élete
Irodalmi pályafutását 1961-ben kezdte egy képregényekkel foglalkozó esszével. Hosszabb időt töltött Milánóban, ahol kiadói tevékenységet folytatott. Számos irodalmi munkája szülővárosában játszódik. 1995-ben Cartoomics díjat kapott a képregények területén végzett munkásságáért. Két ízben kapta meg a Premio Camponello díjat: 1977-ben a Cuor di Padrone, 1990-ben az Il diavolo, suppongo című munkáiért. Lido di Venezia-n lévő saját házában hunyt el, gyűjteményét fia a Centro Interuniversitario di Studi veneti-nek (Velencei Tanulmányok Központja) adományozta. Magyar nyelven egyetlen fantasztikus novellája jelent meg a Galaktika 10. számában, 1974-ben, A sziget címen.

## Munkái
- Cronache del gelo, Schwarz, Milánó, 1956
- I fumetti, Enciclopedia Popolare Mondadori, Milánó, 1961
- Pulsatilla Sexuata: racconti di fantascienza, Sugar Editore, Milánó, 1962
- I mardochei, Mondadori, Milánó, 1964
- Un veneto cantar, prefazione di Diego Valeri, All'insegna del pesce d'oro, Milánó, 1967
- Di alcune comparse, a Venezia, Arnoldo Mondadori, Milánó, 1968, 1979
- Caccia in laguna, Rizzoli, Milánó, 1969
- Il grande balipedio : regény, Mondadori, Milánó, 1969; Endemunde, Milánó, 2014
- Versi incivili 1960-70, Mondadori, Milánó, 1970
- Le terre perse: regény, Mondadori, Milánó, 1973
- La faccia nella polvere, Edizioni paoline, Vicenza, 1976
- Cuor di padrone, Edizioni del Ruzante, Velence, 1977
- Lo specchio obliquo : il fumetto erotico fra liberty e pop-art, Edizioni del Ruzante, Velence, 1978
- L' incontro, con un disegno di Giuseppe Bolzani, Laghi di Plitvice, Lugano 1979
- Grida dal palazzo d'inverno : regény, Mondadori, Milánó, 1980
- Sul piede di casa : elbeszélések, Pagus, Paese, 1987
- Germana : regény, Mondadori, Milánó, 1988
- Il diavolo, suppongo, Marsilio, Velence, 1990
- … E muoio disperato!, Marsilio, Velence, 1992
- Le gelide contrade, Origine, Senningerberg, 1994
- Piccola apocalisse : Teatro e racconti, Marco Editore, Lungro di Cosenza, 1994
- Vuoto a rendere, Neri Pozza, Vicenza, 1994
- A fuoco lento, Supernova, Velence, 1996
- Cubanito : regény, P. Manni, Róma-Lecce, 2001
- Amor di cinema 1956-1994, Comune di Venezia, Velence, 2005

## Külső hivatkozások
- Oldala az ISFDB oldalán
- Munkái az Open Library oldalon

## Fordítás
- Ez a szócikk részben vagy egészben  a   Carlo Della Corte című olasz Wikipédia-szócikk ezen változatának fordításán alapul.  Az eredeti cikk szerkesztőit annak laptörténete sorolja fel. Ez a jelzés csupán a megfogalmazás eredetét és a szerzői jogokat jelzi, nem szolgál a cikkben szereplő információk forrásmegjelöléseként.